# Università statale di Irkutsk
L'Università statale di Irkutsk (IGU, in russo Иркутский государственный университет?, Irkutskij gosudarstvennyj universitet) è un ente di istruzione accademica russo della Siberia orientale.

## Struttura
- Scuola internazionale di business del Bajkal
- Istituto di istruzione supplementare
- Istituto di matematica e tecnologie informatiche
- Istituto di scienze sociali
- Istituto di lettere, lingue straniere e comunicazione
- Istituto internazionale di economia e linguistica
- Istituto di pedagogia
- Istituto giuridico
- Facoltà di biologia e scienza del suolo
- Facoltà di geografia
- Facoltà di geologia
- Facoltà di storia
- Facoltà preparatoria per i cittadini stranieri
- Facoltà siberiano-americana di management
- Facoltà di business e management
- Facoltà di psicologia
- Facoltà di comunicazione d'azienda e informatica
- Facoltà di fisica
- Facoltà di chimica